# Dr. Phil
Dr. Phil is een Amerikaans praatprogramma, gepresenteerd door Phil McGraw. In zijn praatprogramma geeft hij gasten advies over hun problemen of levensstijl. Dankzij zijn jarenlange ervaring als psycholoog heeft McGraw voor vrijwel alle persoonlijke problemen een advies of behandeling. Het programma begon op 16 september 2002, nadat hij enkele jaren een succesvol "spreekuur" had in The Oprah Winfrey Show. In februari 2023 werd bekend dat er na 21 jaar een einde kwam aan het programma. In november 2023 kondigde Phil McGraw aan dat het programma begin 2024 terugkeerde.
Het programma wordt opgenomen in Studio 29 van Paramount Pictures, Hollywood en wordt of werd in meer dan 20 landen uitgezonden, waaronder België, het Verenigd Koninkrijk, Mexico en Nederland. In Nederland was het programma tot 28 maart 2017 te zien op RTL 4. Sinds 1 januari 2018 was het programma terug op RTL 5. 
Dit programma is het meest uitgebreide forum over geestelijke gezondheidsproblemen in de geschiedenis van de televisie. In de Verenigde Staten is het al vele jaren het no.1 overdag-praatprogramma. Het kreeg al 29 Emmy-nominaties (2018) en won vijf PRISM Awards voor de nauwkeurige weergave van misbruik en verslavingen. In 2006 werd presentator McGraw geëerd met een Presidential Citation van de Amerikaanse Psychological Association voor zijn belangrijke bijdragen op het gebied van psychologie.
In 2019 werd de 3000e aflevering uitgezonden. Sinds het het programma van start ging, werd er voor bijna 35 miljoen dollar aan hulp verleend aan de gasten.

## Format
In het programma geeft McGraw advies over verschillende onderwerpen, zoals financiële problemen, omgaan met handicaps, mishandeling (huiselijk geweld), misbruik, oplichting, gezondheid (overgewicht), en verslavingen en gedragsstoornissen bij volwassenen en kinderen. Gasten zijn meestal te gast in de studio. Soms wordt een aflevering (deels) op locatie opgenomen, zoals in een gevangenis of kliniek. Vaak wordt de gasten een gratis behandeling aangeboden voor zolang dat nodig is. McGraw staat bekend om zijn unieke manier van analyseren en directe en confronterende benadering. 

## Kritiek
Verschillende psychologen bekritiseren McGraws adviezen en methodes ondanks de vele successen. Adviezen werden eerder simplistisch en ineffectief genoemd. De Amerikaanse instantie National Alliance on Mental Ilness (NAMI) noemde McGraws methode na afloop van een aflevering in 2004, over een gewelddadig kind, in een brief onethisch en ongelooflijk onverantwoordelijk. Een woordvoerder van Phil McGraw zei dat McGraw de waarden van NAMI steunt en promoot, maar dat hun brief gebaseerd is op een gebrek aan informatie en onnauwkeurige, ongepaste veronderstellingen. De vader van het kind gaf aan dat er inmiddels gedragsverbetering was en had geconstateerd dat het inderdaad een probleem van het hele gezin is, zoals McGraw hem eerder had duidelijk gemaakt.

## Trivia
- McGraws vrouw, Robin, zit altijd in het publiek tijdens de uitzendingen. Aan het eind van elke aflevering loopt hij met haar de studio uit.